# Liste der Kulturdenkmäler in Frankfurt-Harheim
Die folgende Liste enthält die in der Denkmaltopographie ausgewiesenen Kulturdenkmäler auf dem Gebiet  der  Stadt Frankfurt-Harheim, Hessen.
Hinweis: Die Reihenfolge der Denkmäler in dieser Liste orientiert sich zunächst an Stadtteilen und anschließend der Anschrift, alternativ ist sie auch nach der Bezeichnung, der vom Landesamt für Denkmalpflege vergebenen Nummer oder der Bauzeit sortierbar.
Kulturdenkmäler werden fortlaufend im Denkmalverzeichnis des Landes Hessen durch das Landesamt für Denkmalpflege Hessen auf Basis des Hessischen Denkmalschutzgesetzes (HDSchG) geführt. Die Schutzwürdigkeit eines Kulturdenkmals hängt nicht von der Eintragung in das Denkmalverzeichnis des Landes Hessen oder der Veröffentlichung in der Denkmaltopographie ab.

## Kulturdenkmäler in Frankfurt-Harheim
| Bild                       | Bezeichnung                         | Lage                                                                               | Beschreibung                                                                   | Bauzeit                        | Objekt-Nr. |
| -------------------------- | ----------------------------------- | ---------------------------------------------------------------------------------- | ------------------------------------------------------------------------------ | ------------------------------ | ---------- |
| weitere Bilder             | Marienkapelle                       | Im Rußland LageFlur: 1, Flurstück: 892/21                                          | Barocke Kapelle, Stifter war A.M. Baltes                                       | 1763                           | 154874 DDB |
| Wegkreuz auf dem Friedhof  | Wegkreuz auf dem Friedhof           | Korffstraße 51 LageFlur: 1, Flurstück: 349                                         | Spätbarockes Steinkruzifix                                                     | 1808                           | 154875 DDB |
| Bild gesucht BW            | Grabmäler auf dem Stadtteilfriedhof | Korffstraße 51 LageFlur: 1, Flurstück: 349                                         | Grabmäler auf dem Stadtteilfriedhof                                            |                                | 202592 DDB |
| Kriegerehrenmal            | Kriegerehrenmal                     | Niedereschbacher Stadtweg (Friedhof) Lage                                          | Nicht als Einzeldenkmal in Denkmalverzeichnis benannt oder andere Bezeichnung. |                                |            |
| Gefallenendenkmal          | Gefallenendenkmal                   | Niedereschbacher Stadtweg (Friedhof) Lage                                          | Nicht als Einzeldenkmal in Denkmalverzeichnis benannt oder andere Bezeichnung. |                                |            |
| Spätbarockes Steinkruzifix | Wegkreuz                            | Die Bleiche, Zur Untermühle vor 15 LageFlur: 1, Flurstück: 893/1                   | Spätbarockes Steinkruzifix                                                     | 18. Jahrhundert                | 154876 DDB |
| Barockes Steinkruzifix     | Wegkreuz                            | Hermannspforte LageFlur: 1, Flurstück: 1109/1                                      | Barockes Steinkruzifix                                                         | 18. Jahrhundert18. Jahrhundert | 154873 DDB |
| weitere Bilder             | Katholische St. Jakobuskirche       | Philipp-Schnell-Straße 53, Philipp-Schnell-Straße 55 LageFlur: 1, Flurstück: 139/1 | Kirchengebäude der frühen Moderne, Architekt war Jan Hubert Pinand             | 1923/24                        | 154878 DDB |
| weitere Bilder             | Friedenskirche                      | Am Wetterhahn 1 LageFlur: 1, Flurstück: 988/1                                      | Kirchengebäude der Nachkriegsmoderne, Architekt war Karl Wimmenauer            | 1965                           | 202441 DDB |